# Estados Unidos nos Jogos Paralímpicos de Verão de 1988
Estados Unidos participou dos Jogos Paralímpicos de Verão de 1988, que foram realizados na cidade de Seul, na Coreia do Sul, entre os dias 15 e 24 de outubro de 1988.
A equipe norte-americana obteve 273 medalhas, das quais 92 de ouro, e terminou a participação na primeira colocação no quadro de medalhas.